# Here I Go Again
Single Saints & Sinners (1982)
Would I Lie to You
(1981) Guilty of Love
(19837)
Single Whitesnake (1987)
Love Ain't No Stranger
(1984) Is This Love
(1987)
Here I Go Again est une chanson du groupe Whitesnake. Le titre est d'abord publié sur l'album Saints & Sinners en 1982 puis réenregistré sur l'album homonyme Whitesnake en 1987. La chanson est réenregistrée la même année dans une nouvelle version « radio », qui apparait dans le Greatest Hits en 1994. La version de 1987 du titre se classe à la première position au Billboard Hot 100 le 10 octobre 1987, et à la neuvième place au UK Singles Chart le 28 novembre 1987. En 2006, la version de 1982 de Here I Go Again est classée 17e Greatest Song of the 1980s par la chaîne VH1.
La chanson est écrite par le chanteur et fondateur du groupe, David Coverdale, et par le guitariste Bernie Marsden.

## Clip vidéo
Le clip de la version de 1987 est réalisé par Marty Callner, qui réalise la plupart des clips de Whitesnake dans les années 80. Il est marqué par la présence de l'actrice américaine Tawny Kitaen, vêtue d'une lingerie blanche. Elle y gambade sur le capot d'une Jaguar XJ de David Coverdale qu'elle masse pendant que ce dernier essaie en vain de se concentrer sur la conduite.
Le clip est parodié dans un épisode de la série American Dad! et dans les films Ricky Bobby : Roi du circuit et Boulevard de la mort.

## Titres

### Version 1982
| A.  | Here I Go Again | David Coverdale, Bernie Marsden | 5:03 |
| AA. | Bloody Luxury   | David Coverdale                 | 3:29 |

| A. | Here I Go Again (USA remix) | David Coverdale, Bernie Marsden |  |
| B. | Guilty of Love              | David Coverdale                 |  |

### Version 1987
| A.  | Here I Go Again (edit / reemix)   | David Coverdale, Bernie Marsden | 3:52 |
| B1. | You're Gonna Break My Heart Again | David Coverdale, John Sykes     | 4:10 |
| B2. | Children of the Night             | David Coverdale, John Sykes     | 4:22 |

## Apparitions au cinéma
- 1998 - Souviens-toi... l'été dernier 2 de Danny Cannon.
- 2003 - Retour à la fac de Todd Phillips.
- 2008 - Adventureland : Un job d'été à éviter de Greg Mottola.
- 2009 - Fired Up de Will Gluck.
- 2010 - Barry Munday de Chris D'Arienzo.
- 2010 - The Fighter de David O. Russell.
- 2012 - Californication de Tom Kapinos : épisode 7, saison 5.

## Musiciens
Le chanteur David Coverdale et le bassiste Neil Murray sont les deux seuls musiciens à jouer à la fois sur les versions de 1982 et de 1987. Curieusement, les claviéristes des deux versions sont respectivement Jon Lord et Don Airey, tous deux membres de Deep Purple, le précédent groupe de David Coverdale : Jon Lord retrouvera Deep Purple (dont il avait été membre de 1968 à 1976) à sa reformation en 1984, et y sera remplacé en 2002 par Don Airey.

### 1982 -Saints & Sinners
- David Coverdale - chants
- Bernie Marsden - guitare, chœurs
- Micky Moody - guitare
- Neil Murray - basse
- Ian Paice - batterie
- Jon Lord - claviers

### 1987 -Whitesnake
- David Coverdale - chants
- John Sykes - guitare, chœurs
- Adrian Vandenberg - guitare
- Neil Murray - basse
- Aynsley Dunbar - batterie
- Don Airey - claviers

### 1987 - Radio mix version
- David Coverdale - chants
- Dann Huff - guitare
- Neil Murray - basse
- Denny Carmassi - batterie
- Don Airey - claviers
- Bill Cuomo - claviers

## Charts
| Pays             | Chart            | Meilleure position | Réf   |
| ---------------- | ---------------- | ------------------ | ----- |
| Royaume-Uni      | UK Singles Chart | 34                 | [ 5 ] |
| Norvège          | VG-lista         | 17                 | [ 6 ] |
| Nouvelle-Zélande | Rianz            | 34                 | [ 7 ] |

| Pays        | Chart             | Meilleure position | Réf   |
| ----------- | ----------------- | ------------------ | ----- |
| États-Unis  | Billboard Hot 100 | 1                  | [ 1 ] |
| Royaume-Uni | UK Singles Chart  | 9                  | [ 2 ] |
| Pays-Bas    | Dutch Top 40      | 6                  | [ 8 ] |